# جزيرة باموجان الصغرى
جزيرة باموجان الصغرى وهي جزيرة من جزر إندونيسيا، في المحيط الهندي، وتقع غرب جاوه في إقليم بنتن.